# Andre Diego Fagan
Andre Diego Fagan (sinh ngày 16 tháng 7 năm 1987) là một cầu thủ bóng đá người Jamaica thi đấu ở vị trí tiền đạo.
Fagan đã dành phần lớn sự nghiệp của mình để thi đấu tại Việt Nam. Anh từng thi đấu cho các câu lạc bộ Sông Lam Nghệ An, Hải Phòng, Than Quảng Ninh và Nam Định.

## Sự nghiệp câu lạc bộ

### Harbour View
Andre Fagan từng là một cầu thủ trẻ đầy triển vọng của lò đào tạo Harbour View. Anh từng giành danh hiệu cầu thủ dưới 21 tuổi xuất sắc nhất Jamaica. Năm 2011, trong đợt thử việc tại Sông Lam Nghệ An, Fagan đã gây ấn tượng với các nhà tuyển trạch khi ghi 5 bàn thắng sau 5 trận đấu, qua đó vượt qua nhiều cầu thủ khác đến từ Nam Mỹ và châu Âu để ký hợp đồng với đội bóng xứ Nghệ.

### Sông Lam Nghệ An
Mùa giải V.League 2011, Diego Fagan cùng với 3 ngoại binh khác của SLNA tạo nên bộ tứ sát thủ rất đáng sợ trên sân cỏ Việt Nam. Fagan ghi được 10 bàn sau 26 trận, trong đó có bàn thắng thuộc vòng đấu quyết định với đương kim vô địch Hà Nội T&T, góp công rất lớn giúp đội nhà đăng quang lần thứ 3. Bản thân anh cũng lọt vào top 10 chân sút ghi nhiều bàn nhất giải năm đó.
Tuy nhiên, sau khi kết thúc mùa giải, Sông Lam Nghệ An đã phải chia tay với hàng loạt trụ cột, trong đó có Fagan.

### Hải Phòng
Sau khi có một mùa giải lận đận và chỉ cán đích ở vị trí thứ 12, Vicem Hải Phòng đã không tiếc tiền đem về những bản hợp đồng chất lượng chuẩn bị cho một cuộc chiến mới mà trong số này phải nhắc đến Fagan. Thế nhưng, những gì mà đội bóng thành phố cảng nhận được lại thậm chí còn tệ hơn cả năm 2011 với vị trí cuối bảng xếp hạng nhưng may mắn không phải xuống hạng. Với Fagan, anh có 8 bàn thắng sau 25 trận đấu và tiếp tục phải tìm một bến đỗ mới cho mình chỉ sau một mùa gắn bó.

### Trở lại Harbour View
Kết thúc mùa giải thứ 2 tại Việt Nam, Fagan trở về quê nhà thi đấu cho câu lạc bộ cũ Harbour View tại giải Ngoại hạng Jamaica. Anh có 14 lần ra sân, ghi 6 bàn thắng.

### Trở lại Hải Phòng
Đầu năm 2014, Fagan trở lại Hải Phòng nhưng lần này đã rất khác. Có thể nói Hải Phòng là nơi đã đem đến đỉnh cao sự nghiệp cho Fagan. Anh đã liên tục ghi bàn và còn được trao băng thủ quân của đội bóng. Từ mùa 2015 đến 2018, Fagan cùng với Stevens trở thành bộ đôi tiền đạo Jamaica cực lợi hại dưới thời huấn luyện viên Trương Việt Hoàng. Có những ý kiến còn cho rằng Hải Phòng đã phụ thuộc quá nhiều vào cặp đôi này. Sau khi Stevens gặp rắc rối với câu lạc bộ và phải rời đi, Fagan 
vẫn ở lại cống hiến thêm một mùa bóng nữa trước khi nói lời chia tay.
Năm 2016, trong trận thua 1-3 của Hải Phòng trước Than Quảng Ninh, Fagan đã có hành động "vái sống" trọng tài. Việc này đã khiến anh bị phạt 10 triệu đồng và cấm thi đấu 3 trận.
Năm 2014, trong chiến thắng 2-1 của Hải Phòng trước SHB Đà Nẵng, Fagan đã có hành động đấm vào mặt của Bojan Mamić. Hành vi này đã qua mắt được trọng tài nhưng anh bị phạt nguội 10 triệu đồng và cấm thi đấu 3 trận.
Trong 6 năm khoác màu áo Hải Phòng, Andre Fagan đã có 142 lần ra sân và ghi được 35 bàn thắng.
Mùa bóng 2020, Fagan được Than Quảng Ninh cho mượn. Khi Than Quảng Ninh đang có thành tích tốt, Fagan được trả về Hải Phòng cùng Mạc Hồng Quân và Nghiêm Xuân Tú tăng cường dưới dạng cho mượn giúp Hải Phòng trụ hạng.
Mùa bóng 2021, Fagan tiếp tục khoác áo Hải Phòng.

### Nam Định
Sau một khoảng thời gian thất nghiệp, Fagan đầu quân cho Nam Định tại giai đoạn 2 của mùa giải V-League 2022. Tuy nhiên, sau 4 trận "tịt ngòi", Nam Định đã quyết định chia tay Fagan ở ngày cuối của kỳ chuyển nhượng giữa mùa.

## Cuộc sống cá nhân
Ngày 17 tháng 6 năm 2019, anh trai của Fagan đã bị bắn chết tại quê nhà Jamaica.
Mọi người thường nhớ đến Fagan với mái tóc vô cùng dị giống với nhân vật sát thủ Predator. Ở Jamaica, anh có biệt danh Bullet (đạn).

## Danh hiệu
Sông Lam Nghệ An
- V.League 1: 2011

Hải Phòng
- Cúp Quốc gia: 2014
- Á quân Siêu cúp Quốc gia: 2014